# Bulgarije op de Olympische Winterspelen 2014
Bulgarije was een van de landen die deelnam aan de Olympische Winterspelen 2014 in Sotsji, Rusland. 
Van de achttien deelnemers (dertien mannen en vijf vrouwen) die Bulgarije vertegenwoordigden bij de negentiende deelname van het land aan de Winterspelen namen er acht op eerdere edities deel. Alpineskiester Maria Kirkova en snowboardster Alexandra Jekova namen voor de derde opeenvolgende keer deel. De biatleten Krasimir Anev, Vladimir Iliev, Miroslav Kenanov, Michail Kletcherov en de langlaufsters Antoniya Grigorova-Burgova en Teodora Malcheva namen na hun deelname in 2010 voor de tweede keer deel.

## Deelnemers en resultaten
(m) = mannen, (v) = vrouwen 

### Alpineskiën
| Olympiër         | Onderdeel        | Resultaat | Prestatie                                                            |
| ---------------- | ---------------- | --------- | -------------------------------------------------------------------- |
| Nikola Chongarov | combinatie (m)   | 23e       | afdaling: 1.58,68 (41e) slalom: 53,73 (18e) totaal: 2.52,41 (+7,21)  |
| Nikola Chongarov | afdaling (m)     | 38e       | 2.12,57 (+6,34)                                                      |
| Nikola Chongarov | slalom (m)       | DNF-2     | 1e run: 51,12 (40e) 2e run: niet gefinisht                           |
| Nikola Chongarov | super g (m)      | 39e       | 1.22,59 (+4,45)                                                      |
| Georgi Georgiev  | combinatie (m)   | DNF       | afdaling: 1.57,69 (38e) slalom: niet gefinisht                       |
| Georgi Georgiev  | afdaling (m)     | 36e       | 2.12,49 (+6,26)                                                      |
| Georgi Georgiev  | slalom (m)       | DNF-1     | 1e run: niet gefinisht                                               |
| Georgi Georgiev  | super g (m)      | 41e       | 1.22,72 (+4,58)                                                      |
| Stefan Prisadov  | reuzenslalom (m) | DNF       | 1e run: niet gefinisht                                               |
| Stefan Prisadov  | slalom (m)       | DNF-1     | 1e run: niet gefinisht                                               |
|                  |                  |           |                                                                      |
| Maria Kirkova    | reuzenslalom (v) | 36e       | 1e run: 1.12,11 (37e) 2e run: 1.23,48 (40e) totaal: 2.47,59 (+10,72) |
| Maria Kirkova    | slalom (v)       | DNF       | 1e run: 1.02,33 (42e) 2e run: niet gefinisht                         |

### Biatlon
| Olympiër                                                          | Onderdeel         | Resultaat | Prestatie |
| ----------------------------------------------------------------- | ----------------- | --------- | --- |
| Krasimir Anev                                                     | sprint (m)        | 49e       | 26.28,0 (+1.54,5) [3+0]                                                                                       |
| Krasimir Anev                                                     | achtervolging (m) | 48e       | 38.47,6 (+5.56,0) [0+1+1+3+1]                                                                                 |
| Krasimir Anev                                                     | individueel (m)   | 36e       | 53.30,3 (+3.58,6) [0+0+2+0]                                                                                   |
| Vladimir Iliev                                                    | sprint (m)        | 60e       | 26.55,9 (+2.22,4) [2+2]                                                                                       |
| Vladimir Iliev                                                    | achtervolging (m) | 55e       | 39.44,6 (+5.56,0) [3+1+2+1]                                                                                   |
| Vladimir Iliev                                                    | individueel (m)   | 39e       | 53.52,6 (+2.59,5) [2+0+0=1]                                                                                   |
| Miroslav Kenanov                                                  | individueel (m)   | 75e       | 58.01,1 (+8.29,4) [0+0+1+0]                                                                                   |
| Michail Kletcherov                                                | sprint (m)        | 70e       | 27.13,6 (+2.40,1) [1+1]                                                                                       |
| Michail Kletcherov                                                | individueel (m)   | 68e       | 56.41,8 (+7.10,1) [0+0+1+1]                                                                                   |
| Ivan Zlatev                                                       | sprint (m)        | 76e       | 27.48,5 (+3.15,0) [1+1]                                                                                       |
| Team: Michail Kletcherov Ivan Zlatev Vladimir Iliev Krasimir Anev | estafette (m)     | 15e       | totaal: 1:17.38,4 (+5.22,5) [0+3 2+5] 18.25,9 [0+0 0+1] 20.40,4 [0+1 2+3] 19.14,9 [0+2 0+1] 19.17,2 [0+0 0+0] |
|                                                                   |                   |           | |
| Desislava Stoyanova                                               | individueel (v)   | 72e       | 54.41,1 (+11.21,5) [1+2+0+3]                                                                                  |
| Desislava Stoyanova                                               | sprint (v)        | 61e       | 23.48,1 (+2.41,3) [1+1]                                                                                       |

### Langlaufen
| Olympiër                      | Onderdeel                 | Resultaat | Prestatie                                                                              |
| ----------------------------- | ------------------------- | --------- | -------------------------------------------------------------------------------------- |
| Andrey Gridin                 | sprint (m)                | 64e       | kwalificatie: 3.50,57 (+22,22)                                                         |
| Andrey Gridin                 | 30 km skiatlon (m)        | 57e       | totaal: 1:15.44,7 (+7.29,3) klassieke stijl: 39.56,3 (58e); vrije stijl: 35.11,9(53e)  |
| Andrey Gridin                 | 50 km vrije stijl (m)     | 41e       | 1:51.41,7 (+4.46,5)                                                                    |
| Veselin Tzinzov               | 15 km klassieke stijl (m) | 42e       | 42.06,3 (+3.36,6)                                                                      |
| Veselin Tzinzov               | 50 km vrije stijl (m)     | DNF       | niet gefinisht                                                                         |
| Veselin Tzinzov               | 30 km skiatlon (m)        | 53e       | totaal: 1:14.12,0 (+5.56,6) klassieke stijl: 39.01,1 (57e); vrije stijl: 34.40,1 (49e) |
| Andrey Gridin Veselin Tzinzov | teamsprint (m)            | HF        | halve finale 2: 25.11,06 (10e)                                                         |
|                               |                           |           |                                                                                        |
| Antoniya Grigorova-Burgova    | sprint (v)                | 60e       | kwalificatie: 2.54,31 (+22,24)                                                         |
| Antoniya Grigorova-Burgova    | 15 km skiatlon (v)        | 56e       | totaal: 44.27,9 (+5.54,3) klassieke stijl: 22.12,5 (57e); vrije stijl: 21.40,9 (51e)   |
| Antoniya Grigorova-Burgova    | 30 km vrije stijl (v)     | 50e       | 1:23.05,6 (+12.00,4)                                                                   |
| Teodora Malcheva              | sprint (v)                | 54e       | kwalificatie: 2.49,66 (+17,59)                                                         |
| Teodora Malcheva              | 30 km vrije stijl (v)     | DNF       | niet gefinisht                                                                         |

### Rodelen
| Olympiër         | Onderdeel | Resultaat | Prestatie                                                                                                  |
| ---------------- | --------- | --------- | --- |
| Stanislav Benyov | enkel (m) | 38e       | totaal: 3.39,080 (+ 11,554) run1: 55,040 (38e) run 2: 55,006 (37e) run 3: 54,558 (36e) run 4: 54,476 (38e) |

### Schansspringen
| Olympiër           | Onderdeel          | Resultaat    | Prestatie                                                                     |
| ------------------ | ------------------ | ------------ | ----------------------------------------------------------------------------- |
| Vladimir Zografski | normale schans (m) | kwalificatie | kwalificatie: 43e; 97.8 pnt. (89,0 m)                                         |
| Vladimir Zografski | grote schans (m)   | 47e          | kwalificatie: 39e; 84.5 pnt. (112,0,0 m) finale 1e ronde: 89.3 pnt. (110,0 m) |

### Snowboarden
| Olympiër         | Onderdeel                | Resultaat | Prestatie                                                                       |
| ---------------- | ------------------------ | --------- | ------------------------------------------------------------------------------- |
| Radoslav Yankov  | parallelreuzenslalom (m) | 25e       | kwalificatie: 1.42,08 (51,46 + 50,62)                                           |
| Radoslav Yankov  | parallelslalom (m)       | 21e       | kwalificatie: 1.00,24 (30,19 + 30,05)                                           |
|                  |                          |           |                                                                                 |
| Alexandra Jekova | snowboardcross (v)       | 5e        | tijdkwalificatie: 1.24,29 (11e) kwartfinale 3: 2e halve finale 2: 2e finale: 5e |